# Gabriel Alonso de Herrera

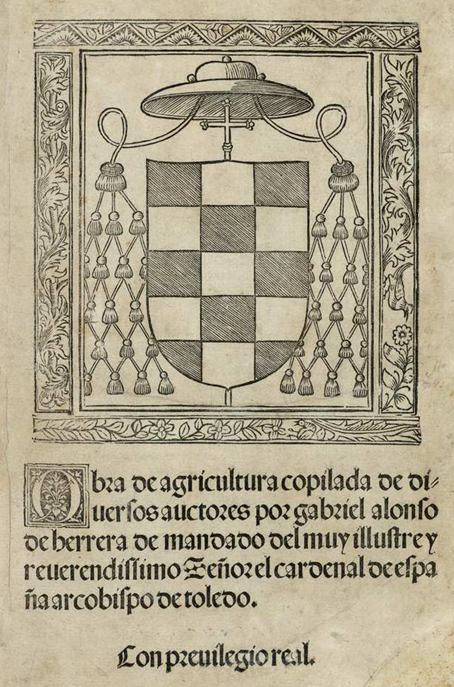
Frontespizio "Obra de Agricultura copilada de diuersos auctores". Alcalá de Henares: Arnao Guillén de Brocar; 1513.

Gabriel Alonso de Herrera (Talavera de la Reina, 1470 – Toledo, 1539) è stato un agronomo spagnolo.

## Biografia
Da giovane praticò l'agricoltura con suo padre, Abbracciò la carriera ecclesiastica e fu poi cappellano del cardinal Cisneros, ottenendo un beneficio ecclesiastico nella sua città natale. È fratello dell'umanista Hernado Alonso de Herrera.

## Opere
Compose per incarico del suo signore Cisneros un Trattato di Agricoltura generale (1513) che fu finanziato e distribuito gratuitamente tra gli agricoltori. È scritto in lingua pura castigliana, molto fluida, però le molte successive riedizioni hanno visto il testo coprirsi di interpolazioni e modernizzazioni. Fu tradotta in latino e in altri idiomi e influenzò l'opera di altri trattatisti stranieri (Olivier, Gallo hartliben, Heresbach) Nel 1818 apparve una edizione in quattro volumi con aggiunte dei botanici più illustri dell'epoca. L'opera originale contiene nuove geniali congetture sul sesso delle piante la produzione dei frutti ecc. Diventò un testo classico di insegnamento fino alla Guerra civile spagnola. Nell'ampio studio ci sono anche repertori di medicina veterinaria, meteorologia e studi sull'influenza degli alimenti sulla salute.